# パオロ・グイドッティ
パオロ・グイドッティ（Paolo Guidotti、1560年頃生まれ、1629年3月7日か1629年3月10日に没）は、イタリアの画家、彫刻家である。ローマ教皇から騎士の称号を得てキャヴァリエ・ボルゲーゼ（Cavalier Borghese）とも呼ばれる。17世紀はじめに多くの画家が影響を受けたカラヴァッジオ（1571-1610）と同時代の画家でカラヴァッジオのスタイルに追随した画家の一人である。

## 略歴
イタリア中部トスカーナのルッカの貴族の家系に生まれた。ルッカで過ごした時代のことは知られていないが、16世紀後半から17世紀前半の画家たちの伝記を著わしたジョヴァンニ・バリオーネ（1566-1643）によれば、1585年から1590年の間にローマで作品を描いていたとされ、当時の教皇シクストゥス5世の注文で、バチカンのスカラ・サンタ（Scala Santa）の装飾画を描いたとされるがそれらの作品は残っていない。
1589年には、ローマのアカデミア・ディ・サン・ルカの会員であったことが文書に残されている。1593年にはナポリのサンタ・マリア・デル・パルト・ア・メルジェリーナ教会（Chiesa di Santa Maria del Parto a Mergellina）の装飾画も描いた。
絵画以外の文芸や占星術、数学などの研究にも興味を持ちある程度の評価を得ていたとされる。17世紀の美術史家フィリッポ・バルディヌッチ（1625-1696）が伝えたエピソードでは、クジラの骨と鳥の羽から翼を作り、ルッカで非公開の滑空の実験を行った後、公開で行った実験で家屋に衝突し足の骨を折ったと伝えられている。
バリオーネによれば1608年にシエナの名門ボルゲーゼ家出身の教皇、パウルス5世（在位：1605年 - 1621年）はボルゲーゼ家のために制作した一連の大理石像の制作の功績によりグイドッティに騎士の称号を与え、ボルゲーゼの姓を名のることを許したとされる。1610年には、ヴィテルボの Palazzo Giustiniani の装飾画を描いた後、ローマを離れ8年ほど、ルッカなどで活動した後、1618年からローマで再び活動した。1607年と1620年にアカデミア・ディ・サン・ルカの会長を務めた。1629年にローマで亡くなった。

## 作品

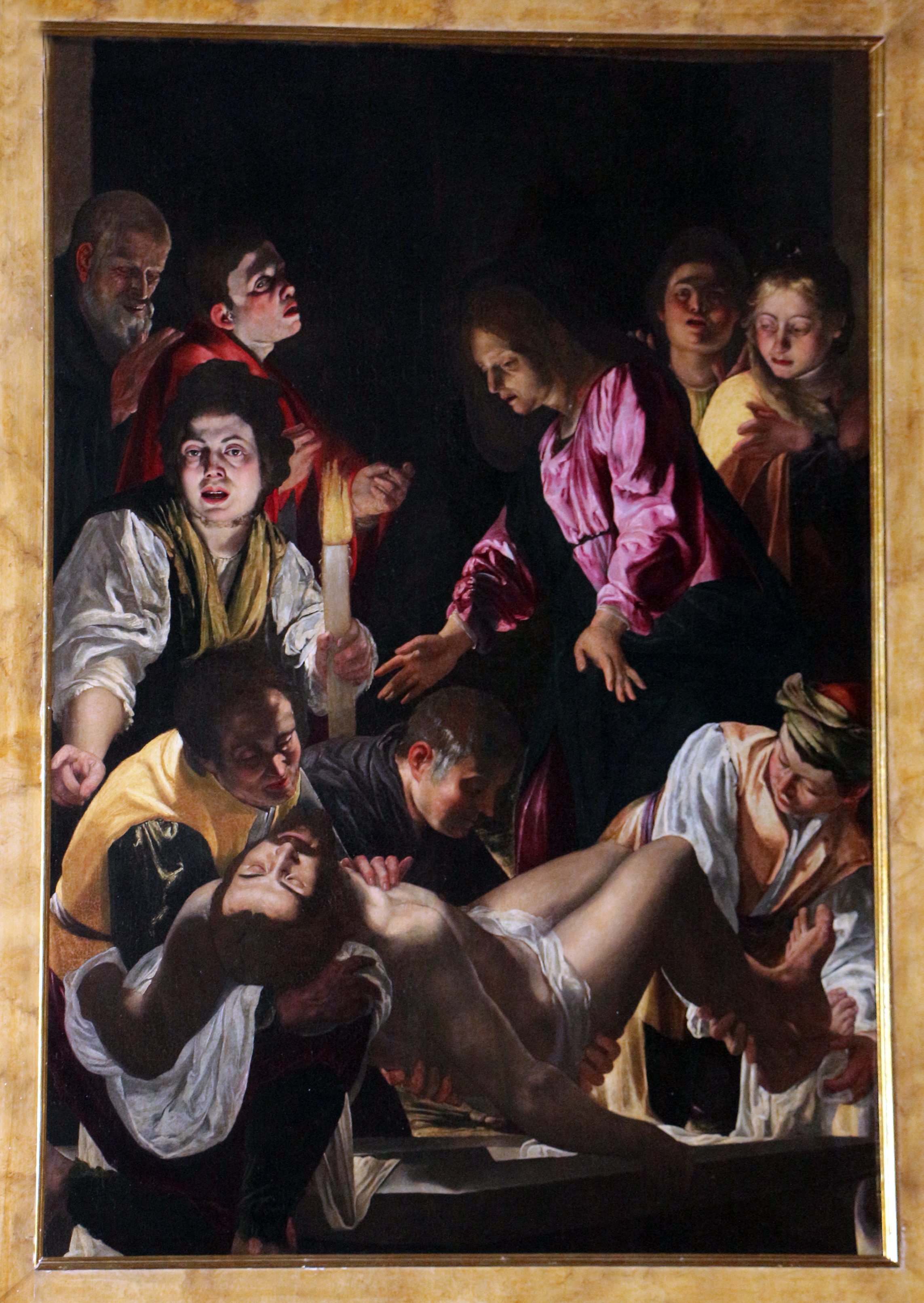
「キリストの埋葬」(1608/1610) Basilica di San Frediano（ルッカ）
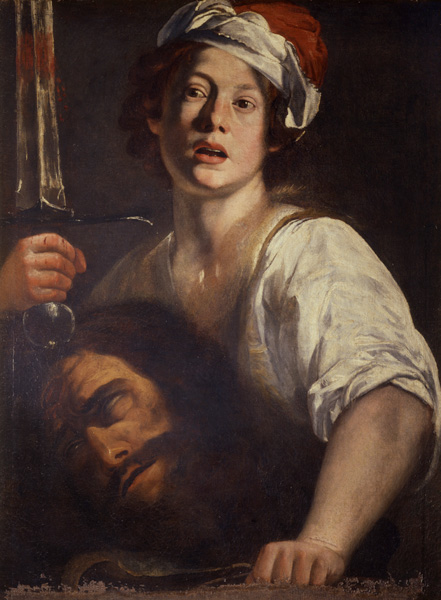
ゴリアテの首を持つダビデ
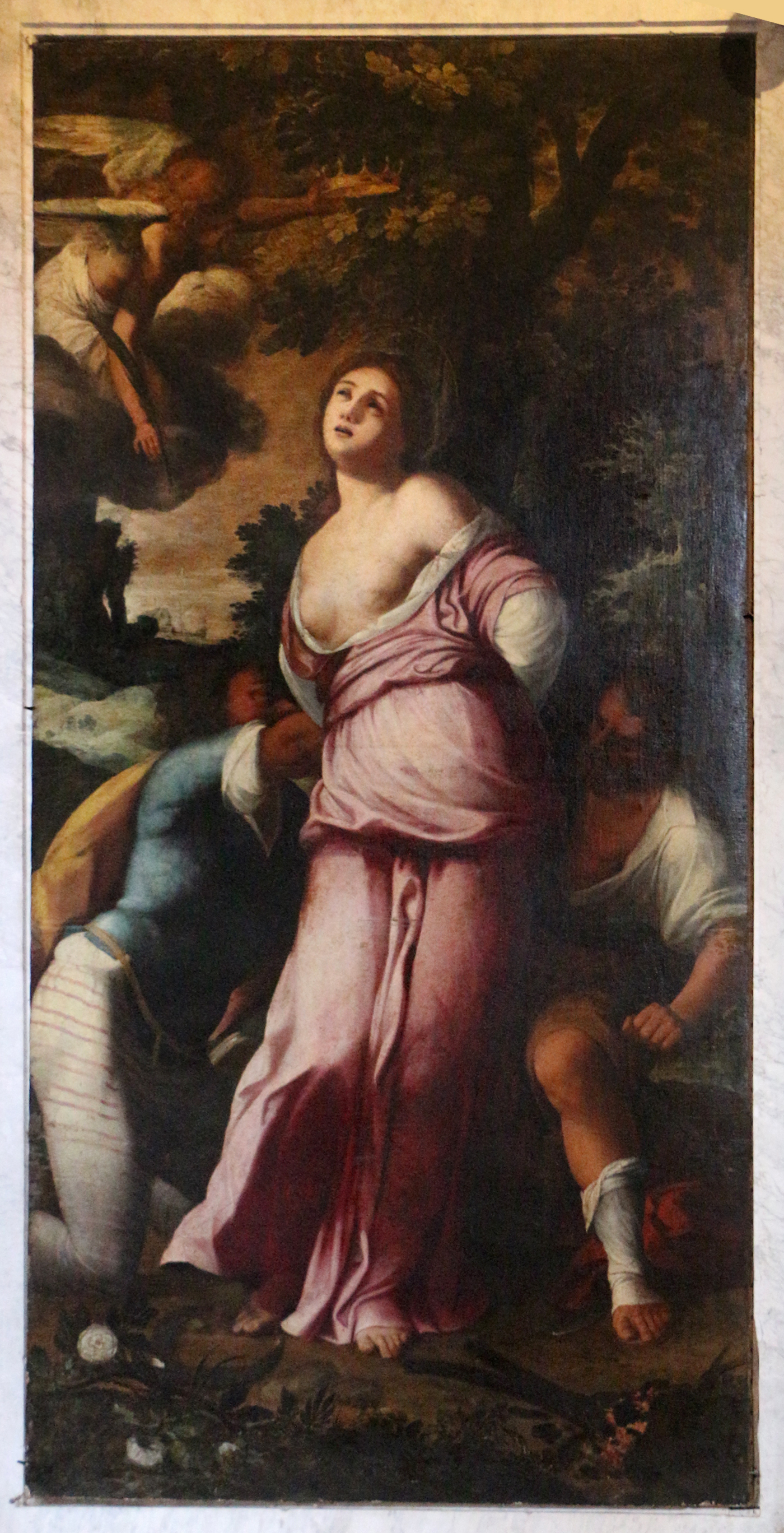
聖アガタ Basilica di Santa Cecilia in Trastevere
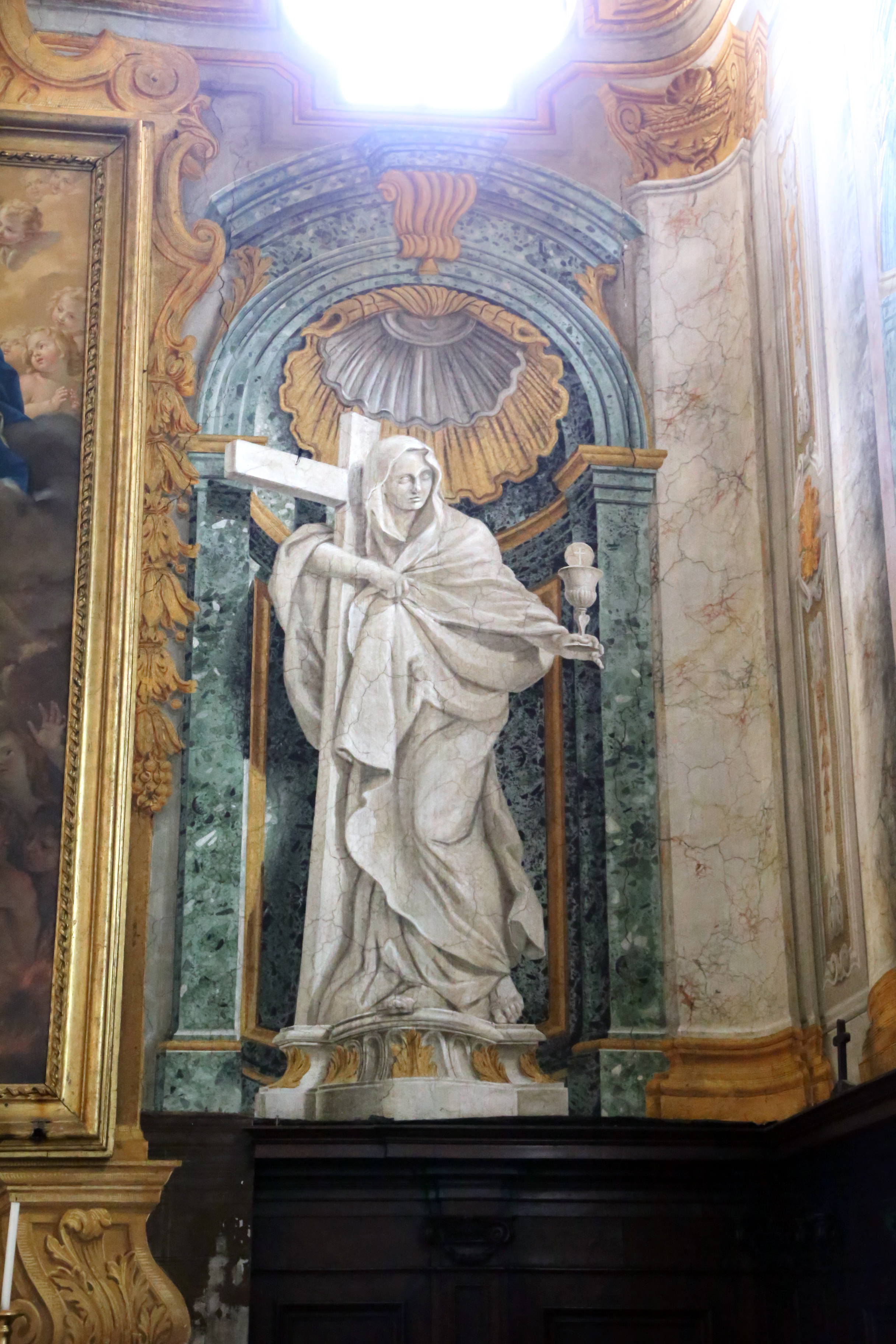
サンタルチア礼拝堂の彫刻